# Mbobomkulita
La mbobomkulita és un mineral de la classe dels carbonats que pertany al grup de la calcoalumita. Rep el seu nom de la cova Mbobo Mkulu (Sud-àfrica), la seva localitat tipus.

## Característiques
La mbobomkulita és un nitrat de fórmula química (Ni,Cu)Al₄(NO₃,SO₄)₂(OH)₁₂(H₂O)₃. Cristal·litza en el sistema monoclínic. Forma cristalls pseudhexagonals, de 10μm, apilats al llarg de [001]. També se'n troba en forma de rosetes, formant nòduls en pols de gra molt fi.
Segons la classificació de Nickel-Strunz, la mbobomkulita pertany a «05.N - Nitrats amb OH (etc.) i H₂O» juntament amb els següents minerals: likasita, hidrombobomkulita i sveïta.

## Formació i jaciments
Va ser descoberta l'any 1979 a la cova Mbobo Mkulu, a Nelspruit (Mpumalanga, Sud-àfrica), on és un producte poc comú de l'oxidació i lixiviació del níquel i el coure de sulfurs al sostre de la cova, reaccionant amb l'alumini dels filosilicats i el nitrat del guano de les ratapinyades. En aquest indret se'n troba associada a altres minerals com: al·lòfana, calcoalumita i hidrombobomkulita. També ha estat descrita a la mina Jomac, a White Canyon (Utah, Estats Units), en un dipòsit sedimentàri d'urani i vanadi, on es troba associada a oswaldpeetersita, cuprita, antlerita, goethita, lepidocrocita, hidrombobomkulita, sklodowskita i guix.